# Scamandra scriptifacies
Scamandra scriptifacies är en insektsart som först beskrevs av Walker 1870.  Scamandra scriptifacies ingår i släktet Scamandra och familjen lyktstritar. Inga underarter finns listade i Catalogue of Life.